# Aeroportul Hihifo
Aeroportul Hihifo (IATA: WLS, ICAO: NLWW) este un aeroport din Franța ce deservește zona Mala'e⁠(d). Aeroportul a fost tranzitat în 2022 de 31.961 de pasageri.
Situat la o altitudine de 24 m, aeroportul dispune de o singură pistă.

## Istorie

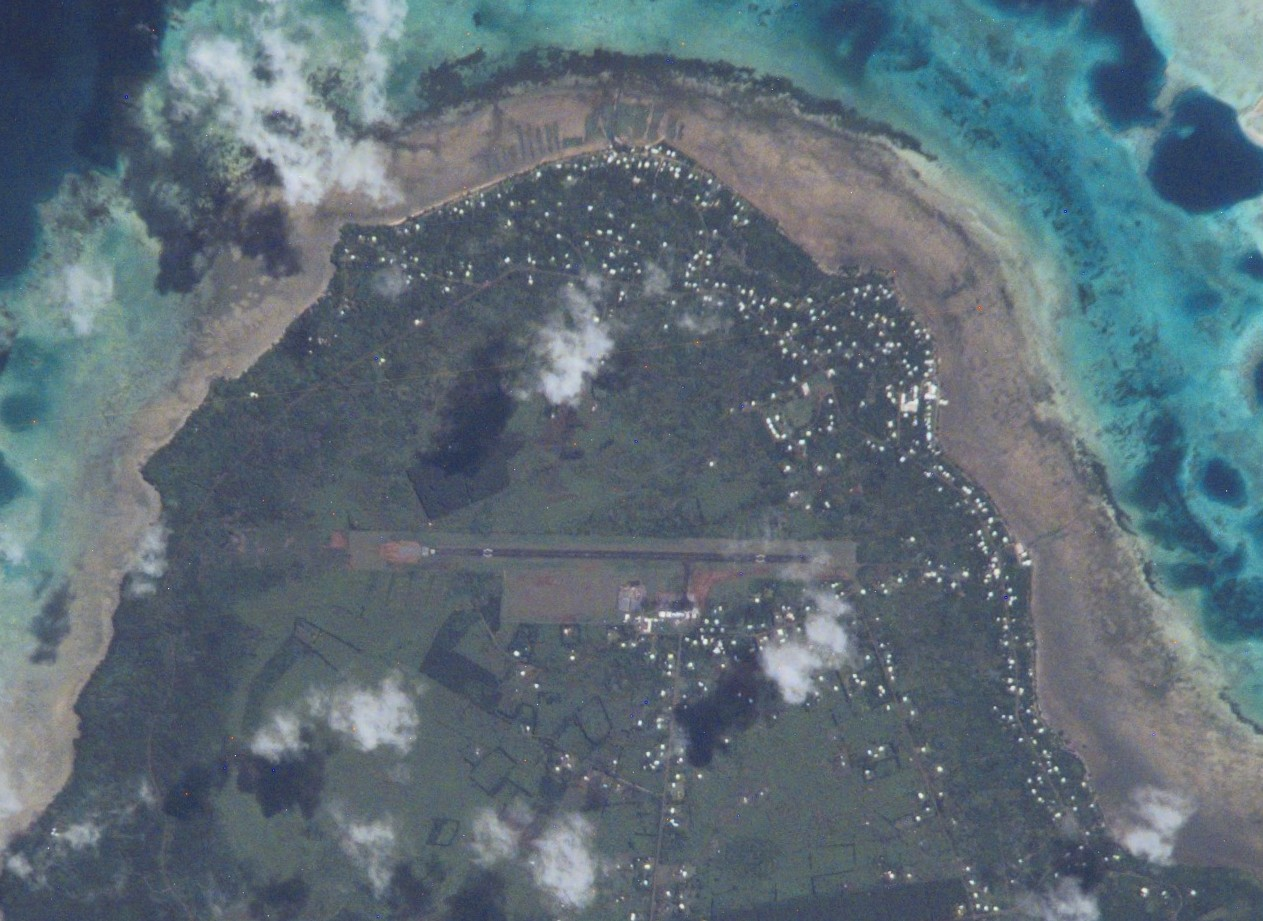
Vedere din satelit a aeroportului

Armata Statelor Unite s-a mutat la Wallis în mai 1942. Geniștii militari ai Marinei SUA au început construcția unei piste de aterizare de 1.829 m pentru a fi utilizată de bombardierele grele aliate în timpul celui de-al Doilea Război Mondial . Aerodromul a fost operațional din octombrie 1942.
În 1956, pista americană, abandonată după război, a fost curățată. Terenul a făcut obiectul unei dispute între administrația franceză (reprezentată de Rezidentul Franței) și Regina Aloisia Brial, care a fost în cele din urmă de acord să cedeze utilizarea sa „după negocieri dure”.
Serviciile aeriene au început în 1957 și aveau loc lunar, fiind operate de un Douglas DC-3 al companiei franceze Transports aériens intercontinentaux. Aceste servicii legau Wallis de Noumea, dar și de Fiji și Pago Pago din Samoa Americană.
În 1967, pista a fost extinsă pentru a găzdui avioane de transport ale armatei franceze în timpul testelor nucleare efectuate în Polinezia Franceză (1966-1996), țările de coastă din Oceania fiindu-le ostile.
În 1970, a fost inaugurat aerodromul Futuna Pointe Vele, lansând serviciul aerian cu Wallis. Conexiunea a fost inițial asigurată de Air Calédonie de trei ori pe săptămână, înainte de a fi încredințată companiei Aircalin în 1987.
WiFi-ul a fost introdus pe aeroport după Minijocurile Pacificului din anul 2013.

## Trafic
| An   | Număr de pasageri | Variație anuală pasageri | Tone de marfă | Tone de poștă | Număr de zboruri comerciale |
| ---- | ----------------- | ------------------------ | ------------- | ------------- | --------------------------- |
| 2007 | 40.711            | N/A                      | N/A           | N/A           | 1.489                       |
| 2008 | 39.783            | -2,28 %                  | 208           | 76            | 1.554                       |
| 2009 | 39.315            | -1,18%                   | 206           | 75            | 1.535                       |
| 2010 | 41.848            | 6,44 %                   | 204           | 86            | 1.746                       |
| 2011 | 43.018            | 2,80 %                   | 213           | 90            | 1.760                       |